# لی ته-یونگ
لی تح-یونگ (به کره‌ای: 이태용؛ زادهٔ ۱ ژوئیه ۱۹۹۵) که با نام هنری ته یونگ (به انگلیسی: Taeyong) شناخته می‌شود، رپر، خواننده و ترانه‌سرای اهل کره جنوبی و عضو و لیدر گروه موسیقی ان‌سی‌تی است. او در سال ۲۰۱۶، به‌عنوان عضوی از اولین زیرمجموعهٔ این گروه، ان‌سی‌تی یو، وارد صنعت موسیقی شد و در انتهای همان سال عضو زیرمجموعهٔ ان‌سی‌تی ۱۲۷ شد. در سال ۲۰۱۹، به عضویت ابرگروه کره‌ای سوپر ام درآمد و اولین تک‌آهنگ تک‌خوانی خود را با نام «» منتشر کرد. ته‌ یونگ به‌عنوان ترانه‌سرا، در ساخت بیش از 4G  ترانه به چهار زبان مختلف، نقش داشته‌است که بیشتر این قطعات به‌عنوان بخشی از آلبوم‌های زیرمجموعه‌های مختلف ان‌سی‌تی و تک‌خوانی‌های خود او منتشر شده‌اند.

## اوایل زندگی و حرفه

### اوایل زندگی
لی ته‌یونگ متولد ۱ ژوئیهٔ ۱۹۹۵ در گواناک-گوی سئول، کره جنوبی است. او از مدرسه هنرهای نمایشی سئول فارغ‌التحصیل شده‌است.

### ۲۰۱۲–۲۰۱۶: فعالیت‌های قبل از آغاز به کار
در سال ۲۰۱۲، ته‌یونگ در خیابان توسط استخدام کننده اس‌ام انترتینمنت کشف شد و بعد قبول شدن در آزمون ورودی با خواندن سرود ملی، در این کمپانی استخدام شد. او در همان سال، در عکس‌برداری پوستر مجموعه تلویزیونی شبکه اس‌بی‌اس، به نام To the Beautiful You شرکت کرد.
در ۲ دسامبر ۲۰۱۳، ته یونگ به عنوان عضوی از اس‌ام روکیز، گروهی از کارآموزهای زیر نظر کمپانی اس‌ام، معرفی شد. با وجود نداشتن پیشینه رقص در زمان کارآموزی و شک مربی‌ها در توانایی‌هایش، در زمان آغاز به کار، به عنوان رپر و رقصنده اصلی انتخاب شد.
ته‌یونگ در ژانویه ۲۰۱۴، همراه با عضو فعلی ان‌سی‌تی، جانی و عضو فعلی رد ولوت، آیرین و سولگی، در مجله The Celebrity magazine حضور یافت. بعدتر در همان ماه، به‌همراه آیرین و سولگی، در مجله !OhBoy حضور پیدا کرد. در ژوئیهٔ ۲۰۱۴، یک ویدیو از ته یونگ از اجرای قسمتی از آهنگش، «Open the Door» در کانال یوتیوب شهر اس.ام. منتشر شد. بعدتر در همان سال، او همراه با چندین عضو آینده ان‌سی‌تی در برنامه Exo 90:2014 حضور پیدا کرد؛ آن‌ها در این برنامه با حضور هم-کمپانی خود اکسو با آهنگ‌های کی-پاپ دهه ۹۰ رقصیدند. ته‌یونگ همچنین در موزیک ویدئوی بازسازی شده «!Yo» از شینهوا و موزیک ویدئوی «Missing You» از گروه Fly to the Sky حضور یافت. او در اکتبر ۲۰۱۴، در ترانه «Be Natural» گروه رد ولوت با عنوان SR14B Taeyong همکاری کرد.

### ۲۰۱۶–۲۰۱۸: آغاز به کار در ان‌سی تی، ان‌سی‌تی یو، ان‌سی‌تی ۱۲۷
در ۳ آوریل ۲۰۱۶، ته‌یونگ به عنوان عضوی از گروه پسرانه ان‌سی‌تی و اولین زیرگروه آن، ان‌سی‌تی یو تأیید شد. او به صورت رسمی با انتشار تک‌آهنگ «The 7th Sense» از ان‌سی‌تی یو در ۸ آوریل شروع به کار کرد؛ او و مارک در ترانه‌سرایی این ترانه مشارکت داشتند. بعدتر در آن سال، ته‌یونگ به‌عنوان عضو و لیدر دومین زیرگروه ان‌سی‌تی، ان‌سی‌تی ۱۲۷، که در سئول فعالیت دارد معرفی شد. او در ۶ ژوئیهٔ ۲۰۱۶، با تک آهنگ «Fire Truck» به‌صورت رسمی در ۱۲۷ آغاز به کار کرد. سه روز بعد، این گروه اولین مینی آلبوم خود NCT #127 را منتشر کرد که ته‌یونگ در نوشتن سه ترانهٔ آن همکاری داشت.
او علیرغم نداشتن پیشینه در رقص قبل از دوران کارآموزی اش و شک و تردید مربی رقصش راجع به توانایی او در همراهی با هم گروهی‌هایش، رپر و رقاص اصلی گروه شد.
در ژوئن ۲۰۱۷ ان‌سی‌تی با EP LImitless بازگشت. ته‌یونگ با نوشتن چهار آهنگ در این آلبوم و آهنگ "Baby Don't Like It" برای اولین بار به عنوان تنظیم کننده آهنگ نام خود را ثبت کرد. در ژوئن گروه سومین EP خود به نام Cherry Bomb را منتشر کرد. تمام آهنگ‌های این آلبوم بجز یکی با همکاری ته‌یونگ نوشته شده‌است. تایتل ترک "Cherry Bomb" بعداً به عنوان یکی از بهترین آهنگ‌های کیپاپ سال توسط Billboard و Idolator شناخته شد. در همان سال ته‌یونگ در دو همکاری با هنرمندان کمپانی اس‌ام،Hitchhiker و Yoo Young-jin همراهی کرد. آهنگ تجربی "Around" تنظیم شده توسط Hitchhiker همراه با یک موزیک ویدیو دز می ماه از طریق پروژه اس‌ام استیشن منتشر شد.